# Арињак
Арињак (фр. Arignac) насеље је и општина у јужној Француској у региону Миди Пирене, у департману Арјеж која припада префектури Фоа.
По подацима из 2011. године у општини је живело 718 становника, а густина насељености је износила 81,22 становника/km². Општина се простире на површини од 8,84 km². Налази се на средњој надморској висини од 470 метара (максималној 1.371 m, а минималној 467 m).

## Демографија
| 1962. | 1968. | 1975. | 1982. | 1990. | 1999. | 2011. |
| ----- | ----- | ----- | ----- | ----- | ----- | ----- |
| 464   | 502   | 532   | 683   | 626   | 583   | 718   |

График промене броја становника у току последњих година